# 唇鮗
唇鮗為輻鰭魚綱鱸形目鱸亞目七夕魚科的其中一種，分布於西印度洋區，包括紅海、葛摩、馬達加斯加、阿曼等海域，棲息深度可達8公尺，體長可達9公分，棲息在礫石底質海域，屬肉食性，雄魚有護卵的行為。

## 擴展閱讀
維基物種上的相關：唇鮗